# Escola Naval Militar (Espanha)

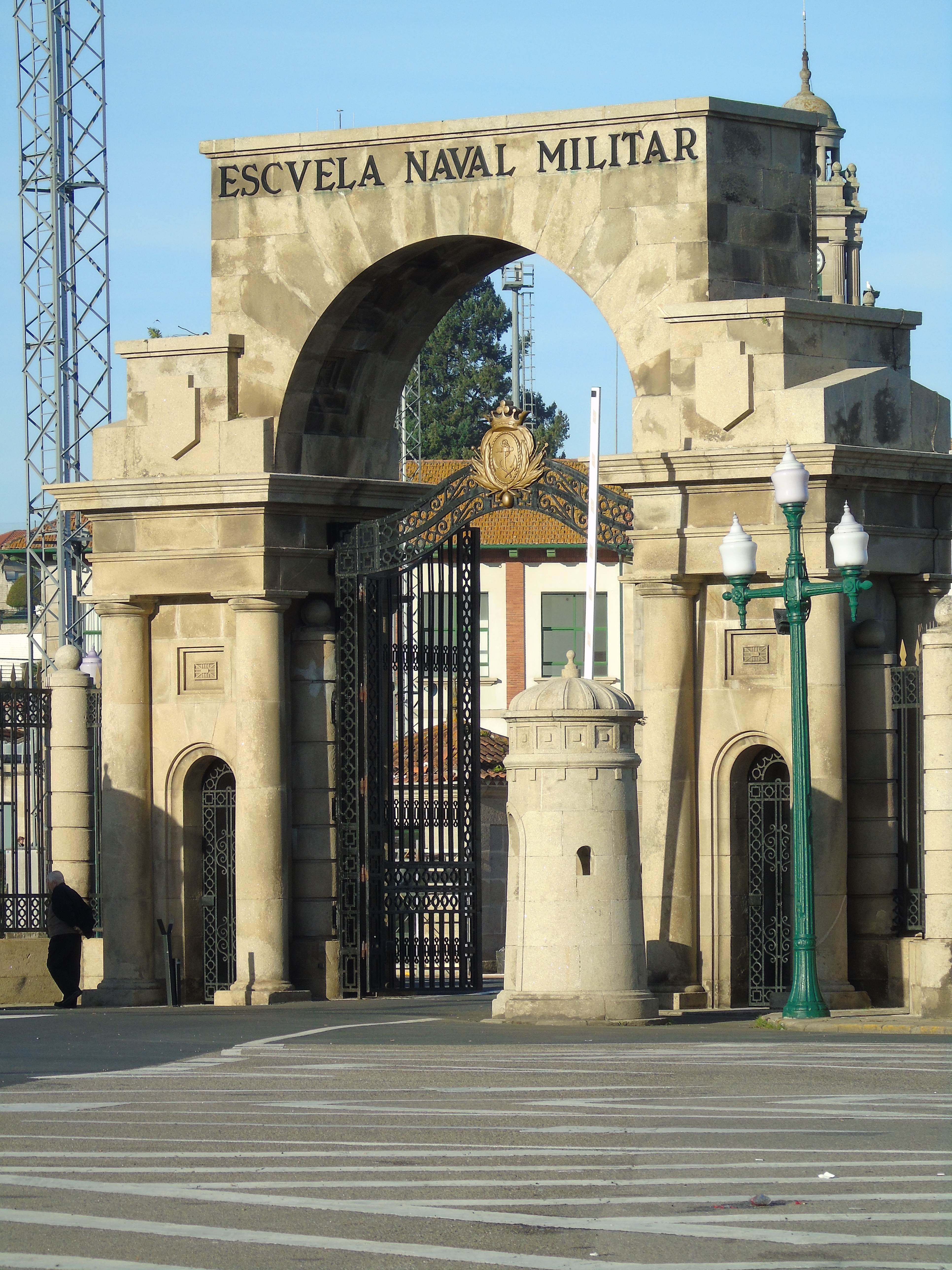
Porta principal da Escola Naval Militar de Marín (Pontevedra, Espanha).

A Escola Naval Militar (em castelhano: Escuela Naval Militar) é o centro de formação de futuros oficiais da Armada Espanhola. Está localizada em Marín (Pontevedra, Galiza) desde 1943, data em que foi transferida de sua localização anterior na Cidade naval de San Carlos, San Fernando (Província de Cádis).